# Mark Gruenwald
Mark E. Gruenwald (Oshkosh, 18 giugno 1953 – Pawling, 12 agosto 1996) è stato un fumettista e curatore editoriale statunitense, particolarmente attivo per la casa editrice Marvel Comics per la quale scrisse due celebri cicli di Quasar e Capitan America, del quale ha raccontato le avventure per dieci anni. La sua opera più celebre è la maxiserie Squadron Supreme, con la quale contribuì all'inserimento di temi più maturi nel fumetto supereroistico. È inoltre il creatore dell'Official Handbook of the Marvel Universe, la celebre guida ai personaggi Marvel.

## Carriera
Gruenwald compì i primi passi amatoriali con una fanzine, Omniverse, in cui esplorava il concetto di continuity.
Nel gennaio 1978 fu assunto dalla Marvel Comics come aiuto redattore. Nel 1982, il redattore capo (Editor-in-Chief) Jim Shooter lo promosse a redattore, affidandogli la cura editoriale di The Avengers, Captain America, Iron Man, Thor, Spider-Woman e What If. Durante questo periodo, condivise l'ufficio con il redattore e sceneggiatore Denny O'Neil, che considerava un mentore.
Verso la fine degli anni ottanta, Gruenwald divenne redattore esecutivo, con l'incarico particolare di garante della continuity dell'universo Marvel. Gruenwald divenne famoso per la memoria dei più banali dettagli della storia fittizia dei fumetti della casa editrice. Annualmente veniva indetta una gara con i lettori, che lo sfidavano con domande impegnative, a cui puntualmente riusciva a fornire una risposta.
In qualità di sceneggiatore, Gruenwald è noto per aver creato l'Official Handbook of the Marvel Universe e per la sua decennale gestione della serie di Capitan America (dal 1985 al 1995), durante la quale creò, tra gli altri, i personaggi di U.S. Agent e di Crossbones, fondamentali per la continuity del personaggio e dell'intero Marvel Universe. Durante questo periodo, entrò in possesso di una replica dello scudo di Capitan America.
Pur affetti da scarso riscontro di pubblico, i sessanta episodi della serie di Quasar (1989-1994) realizzarono la sua ambizione di raccontare il genere di supereroe a lui più congeniale. Nel 1985 realizza la sua opera più importante, la maxiserie in 12 numeri Squadron Supreme, in cui si racconta la storia di universo alternativo in cui un gruppo di supereroi dalle buone intenzioni decide di essere adatto a governare il mondo - un tema che avrebbe avuto fortuna in seguito nella storia del fumetto americano.
Il lavoro di Gruenwald è significativo per il tocco realistico conferito ai propri personaggi. Per esempio, nella serie D.P. 7, ambientata nel New Universe, i protagonisti sono persone comuni che ricevono strane abilità, ma che non indossano i tipici costumi da supereroi.

## Morte
Nel 1996, a causa di un difetto congenito mai diagnosticato, Mark Gruenwald venne improvvisamente a mancare per un attacco cardiaco. A causa del carattere scherzoso dell'autore e della sua giovane età, la notizia fu inizialmente accolta come una burla da amici e colleghi.
Seguendo le sue volontà, Gruenwald fu cremato e le sue ceneri furono mescolate nell'inchiostro usato per la stampa della prima raccolta in volume del suo Squadron Supreme.
L'autore è stato omaggiato e citato da colleghi come Walt Simonson all'interno di loro opere o altre iniziative.

## Vita privata
Nel maggio 1981 sposò la cantante Belinda Glass. In seguito divorziarono e Gruenwald sposò Catherine Schuller, con cui ebbe una figlia, Sara.